# Zweden op het Eurovisiesongfestival 2007
Zweden nam deel aan het Eurovisiesongfestival 2007 in Helsinki, Finland. Het was de 47ste deelname van het land op het Eurovisiesongfestival. De selectie verliep via het jaarlijkse Melodifestivalen, waarvan de finale plaatsvond op 10 maart 2007. SVT was verantwoordelijk voor de Zweedse bijdrage voor de editie van 2007.

## Selectieprocedure
Melodifestivalen 2007 was de 46ste editie van Melodifestivalen en vond plaats van 3 februari 2007 tot 10 maart 2007. De winnaar ging met een ticket naar Helsinki aan de haal voor het Eurovisiesongfestival 2007.
De uiterste datum voor de inzendingen was op 19 september 2006, 3234 liedjes werden ingestuurd, net niet het record dat een jaar eerder gevestigd werd. Op 10 oktober werden de titels van de liedjes en de componisten van de 28 geselecteerden bekendgemaakt (uitgezonderd de 4 wild cards). In de volgende dagen werden nog 2 liedjes gediskwalificeerd en vervangen door anderen.
De tweedekansronde werd in de voorbije jaren op zondag na de laatste halve finale gehouden, clips van de halve finales werden getoond en er werd gestemd. Dit verandert vanaf dit jaar, de tweedekansronde krijgt een eigen show op zaterdagavond. Uit elke halve finale worden de nummers 3 en 4 ingedeeld voor de tweedekansronde. De 8 deelnemers worden in 4 groepen van 2 verdeeld, van elke groep wordt een favoriet gekozen en deze 4 winnaars gaan naar de volgende fase en worden opnieuw gepaard, de 2 winnaars van deze groepen gaan naar de grote finale in Stockholm.

### Data
- Halve finale
  - 3 februari in Jönköping
  - 10 februari in Göteborg
  - 17 februari in Örnsköldsvik
  - 24 februari in Gävle
- Tweedekansronde
  - 3 maart in Nyköping
- Finale
  - 10 maart in Stockholm

### Eerste halve finale
| Elin Lanto                             | Money                 | 20,960 | 32,121 | 3de  |
| Stefan Andersson & Aleena Gibson       | Anything But You      | 17,610 | 24,984 | 5de  |
| Anna Book                              | Samba sambero         | 44,039 | 65,184 | 1st  |
| Addis Black Widow                      | Clubbin'              | 3,717  | N/A    | 8ste |
| Andreas Lundstedt                      | Move                  | 17,145 | N/A    | 6de  |
| Tommy Nilsson                          | Jag tror på människan | 34,098 | 42,442 | 2nd  |
| Sofia Berntson                         | Hypnotised            | 16,695 | N/A    | 7de  |
| Uno Svenningsson & Irma Schultz Keller | God morgon            | 26,680 | 31,919 | 4de  |

### Tweede halve finale
| Artiest                          | Lied                      | Televotes | Televotes | Plaats |
| Artiest                          | Lied                      | Ronde 1   | Ronde 2   | Plaats |
| -------------------------------- | ------------------------- | --------- | --------- | ------ |
| Regina Lund                      | Rainbow Star              | 7,188     | N/A       | 8ste   |
| Marie Lindberg                   | Trying To Recall          | 52,041    | 81,441    | 2nd    |
| Jimmy Jansson                    | Amanda                    | 34,291    | 38,447    | 3de    |
| Cosmo4                           | What's Your Name          | 17,648    | 20,549    | 5de    |
| Lustans Lakejer                  | Allt vi en gång trodde på | 8,808     | N/A       | 7de    |
| Jessica Andersson                | Kom                       | 20,808    | 27,575    | 4de    |
| Svante Thuresson & Anne-Lie Rydé | 12,965                    | N/A       | 6de       |        |
| The Ark                          | The Worrying Kind         | 81,793    | 104,065   | 1st    |

### Derde halve finale
| Artiest                     | Lied                         | Televotes | Televotes | Plaats |
| Artiest                     | Lied                         | Ronde 1   | Ronde 2   | Plaats |
| --------------------------- | ---------------------------- | --------- | --------- | ------ |
| Måns Zelmerlöw              | Cara mia                     | 52,975    | 89,623    | 1st    |
| MissMatch                   | Drop Dead                    | 7,062     | N/A       | 8ste   |
| Magnus Carlsson             | Live Forever                 | 44,193    | 56,692    | 5de    |
| Sheida                      | I mina drömmar               | 15,839    | N/A       | 6de    |
| The Attic featuring Therese | The Arrival                  | 10,960    | N/A       | 7de    |
| Sebastian Karlsson          | When The Night Comes Falling | 50,136    | 70,760    | 2nd    |
| Sonja Aldén                 | För att du finns             | 38,530    | 58,529    | 4de    |
| Nanne                       | Jag måste kyssa dig          | 61,051    | 65,791    | 3de    |

### Vierde halve finale
| Artiest            | Lied                                | Translation | Televotes | Televotes | Plaats |
| Artiest            | Lied                                | Translation | Ronde 1   | Ronde 2   | Plaats |
| ------------------ | ----------------------------------- | ----------- | --------- | --------- | ------ |
| Magnus Uggla       | För kung och fosterland             | 39,159      | 46,293    | 3de       |        |
| Emile Azar         | Vi hade nåt                         | 17,388      | N/A       | 7de       |        |
| Sanna Nielsen      | Vågar du, vågar jag                 | 32,092      | 43,882    | 4de       |        |
| Caroline af Ugglas | Tror på dig                         | 26,926      | N/A       | 6de       |        |
| After Dark         | (Åh) När ni tar saken i egna händer | 35,877      | 40,651    | 5de       |        |
| Sarah Dawn Finer   | I Remember Love                     | 54,395      | 85,587    | 2nd       |        |
| Verona             | La musica                           | 16,516      | N/A       | 8ste      |        |
| Andreas Johnson    | A Little Bit Of Love                | 95,969      | 111,662   | 1st       |        |

### Finale
| Nr. | Artiset          | Lied                         | Songwriters                                     | Ptn  | Ptn     | Ptn    | Plaats |
| Nr. | Artiset          | Lied                         | Songwriters                                     | Jury | Publiek | Totaal | Plaats |
| --- | ---------------- | ---------------------------- | ----------------------------------------------- | ---- | ------- | ------ | ------ |
| 1   | Andreas Johnson  | A Little Bit of Love         | Andreas Johnson, Peter Kvint                    | 101  | 88      | 189    | 2de    |
| 2   | Sonja Aldén      | För att du finns             | Bobby Ljunggren, Sonja Alden                    | 40   | 22      | 62     | 6de    |
| 3   | Anna Book        | Samba sambero                | Thomas G:son                                    | 1    | 0       | 1      | 9de    |
| 4   | Sebastian        | When the Night Comes Falling | Peter Kvint, Sebastian Karlsson                 | 39   | 0       | 39     | 8ste   |
| 5   | Marie Lindberg   | Trying to Recall             | Marie Lindberg                                  | 4    | 66      | 70     | 5de    |
| 6   | Måns Zelmerlöw   | Cara Mia                     | Fredrik Kempe, Henrik Wikström                  | 61   | 110     | 171    | 3de    |
| 7   | Tommy Nilsson    | Jag tror på människan        | Tommy Nilsson, Lasse Andersson, Johan Stentorp  | 0    | 0       | 0      | 10de   |
| 8   | Sanna Nielsen    | Vågar du, vågar jag          | Bobby Ljunggren, Fredrik Kempe, Henrik Wikström | 33   | 11      | 44     | 7de    |
| 9   | Sarah Dawn Finer | I Remember Love              | Peter Hallström, Sarah Dawn Finer               | 78   | 44      | 122    | 4de    |
| 10  | The Ark          | The Worrying Kind            | Ola Salo                                        | 116  | 132     | 248    | 1ste   |

#### Jury's
| Lied                         | Örebro | Luleå | Falun | Karlstad | Umeå) | Norrköping | Göteborg | Sundsvall | Växjö | Malmö | Stockholm | Totaal |
| ---------------------------- | ------ | ----- | ----- | -------- | ----- | ---------- | -------- | --------- | ----- | ----- | --------- | ------ |
| A Little Bit of Love         | 1      | 8     | 10    | 12       | 10    | 12         | 12       | 8         | 10    | 8     | 10        | 101    |
| För att du finns             | 4      | 2     | 1     | 1        | 1     | 6          | 10       | 6         | 2     | 1     | 6         | 40     |
| Samba sambero                | -      | 1     | -     | -        | -     | -          | -        | -         | -     | -     | -         | 1      |
| When The Night Comes Falling | 6      | -     | 6     | 4        | 6     | 2          | 6        | 1         | 6     | -     | 2         | 39     |
| Trying to Recall             | -      | -     | -     | -        | -     | -          | -        | -         | -     | 4     | -         | 4      |
| Cara mia                     | 12     | 6     | 4     | 2        | 8     | 1          | 2        | 4         | 8     | 10    | 4         | 61     |
| Jag tror på människan        | -      | -     | -     | -        | -     | -          | -        | -         | -     | -     | -         | 0      |
| Vågar du, vågar jag          | 2      | 4     | 2     | 10       | 4     | 4          | 1        | 2         | 1     | 2     | 1         | 33     |
| I Remember Love              | 8      | 10    | 8     | 8        | 2     | 10         | 4        | 10        | 4     | 6     | 8         | 78     |
| The Worrying Kind            | 10     | 12    | 12    | 6        | 12    | 8          | 8        | 12        | 12    | 12    | 12        | 116    |

#### Televotes
| Lied                         | Jury | televotes (%) | Ptn | Totaal |
| ---------------------------- | ---- | ------------- | --- | ------ |
| A Little Bit of Love         | 101  | 371,222 (18%) | 88  | 189    |
| För att du finns             | 40   | 128,806 (6%)  | 22  | 62     |
| Samba sambero                | 1    | 42,205 (2%)   | -   | 1      |
| When The Night Comes Falling | 39   | 86,861 (4%)   | -   | 39     |
| Trying to Recall             | 4    | 228,422 (11%) | 66  | 70     |
| Cara mia                     | 61   | 402,133 (19%) | 110 | 171    |
| Jag tror på människan        | 0    | 50,850 (2%)   | -   | 0      |
| Vågar du, vågar jag          | 33   | 113,012 (5%)  | 11  | 44     |
| I Remember Love              | 78   | 157,227 (8%)  | 44  | 122    |
| The Worrying Kind            | 116  | 492,180 (24%) | 132 | 248    |

## In Helsinki
Door het goede resultaat in 2006, mocht men rechtstreeks aantreden in de finale
In de finale moest The Ark optreden als 12de net na Georgië en voor Frankrijk.
Aan het einde van de puntentelling was gebleken dat Zweden 18de was geworden met een totaal van 51 punten.
Men ontving van 2 landen het maximum van de punten.
België en  Nederland hadden geen punten over voor deze inzending.

### Gekregen punten

#### Finale
| 12 punten                | 10 punten | 8 punten  | 7 punten              | 6 punten |
| ------------------------ | --------- | --------- | --------------------- | -------- |
| - Denemarken - Noorwegen | - IJsland | - Finland | - Verenigd Koninkrijk |          |
| 5 punten                 | 4 punten  | 3 punten  | 2 punten              | 1 punt   |
|                          |           |           | - Andorra             |          |

### Punten gegeven door Zweden

#### Halve Finale
Punten gegeven in de halve finale:
| 12 punten | IJsland         |
| 10 punten | Servië          |
| 8 punten  | Hongarije       |
| 7 punten  | Turkije         |
| 6 punten  | Noorwegen       |
| 5 punten  | Noord-Macedonië |
| 4 punten  | Denemarken      |
| 3 punten  | Wit-Rusland     |
| 2 punten  | Andorra         |
| 1 punt    | Letland         |

#### Finale
Punten gegeven in de finale:
| 12 punten | Finland               |
| 10 punten | Servië                |
| 8 punten  | Hongarije             |
| 7 punten  | Turkije               |
| 6 punten  | Bosnië en Herzegovina |
| 5 punten  | Rusland               |
| 4 punten  | Griekenland           |
| 3 punten  | Oekraïne              |
| 2 punten  | Moldavië              |
| 1 punt    | Duitsland             |